# Sebastia argus
Sebastia argus är en fjärilsart som beskrevs av Walker 1862. Sebastia argus ingår i släktet Sebastia och familjen björnspinnare. Inga underarter finns listade.